# Femme se coiffant
Femme se coiffant est un tableau du peintre Renoir conservé au musée de l'Ermitage de Saint-Pétersbourg. 

## Description
Composée en 1887, cette œuvre représente une jeune femme châtain, peinte en buste et arrangeant son chignon pendant sa toilette, les bras levés et le sein gauche découvert, sortant de sa blouse blanche. Le thème des femmes se déshabillant ou se coiffant à demi-dévêtue est un des thèmes favoris de Renoir.
Une certaine distance est créée avec le modèle, car la jeune femme qui pose baisse les yeux, comme dans un certain « regard intérieur ». Le sujet rappelle les sculptures antiques et les tableaux d'Ingres que Renoir affectionnait. En 1885, il peint une Baigneuse arrangeant sa chevelure dans une attitude comparable, mais assise de dos. L'œuvre se trouve au Clark Art Institute de Williamstown aux États-Unis. Cependant le style de la Femme se coiffant est plus proche des Grandes Baigneuses du Philadelphia Museum of Art peintes également en 1887. Il peint à cette époque plusieurs études sur ce thème.
Dix ans plus tard, il compose en 1897 La Baigneuse endormie dans la même attitude.

## Histoire
La Femme se coiffant faisait partie de la collection de Bernhard Koehler (1849-1927) à Berlin. Elle a été transférée à l'Ermitage par l'Armée soviétique après la Seconde Guerre mondiale en réparation des dommages de guerre. Elle a été présentée pour la première fois au public en 1995 pour l'exposition de la « Peinture française des XIXe et XXe siècles issue des collections privées d'Allemagne », à l'Ermitage.